# Gemeindediener

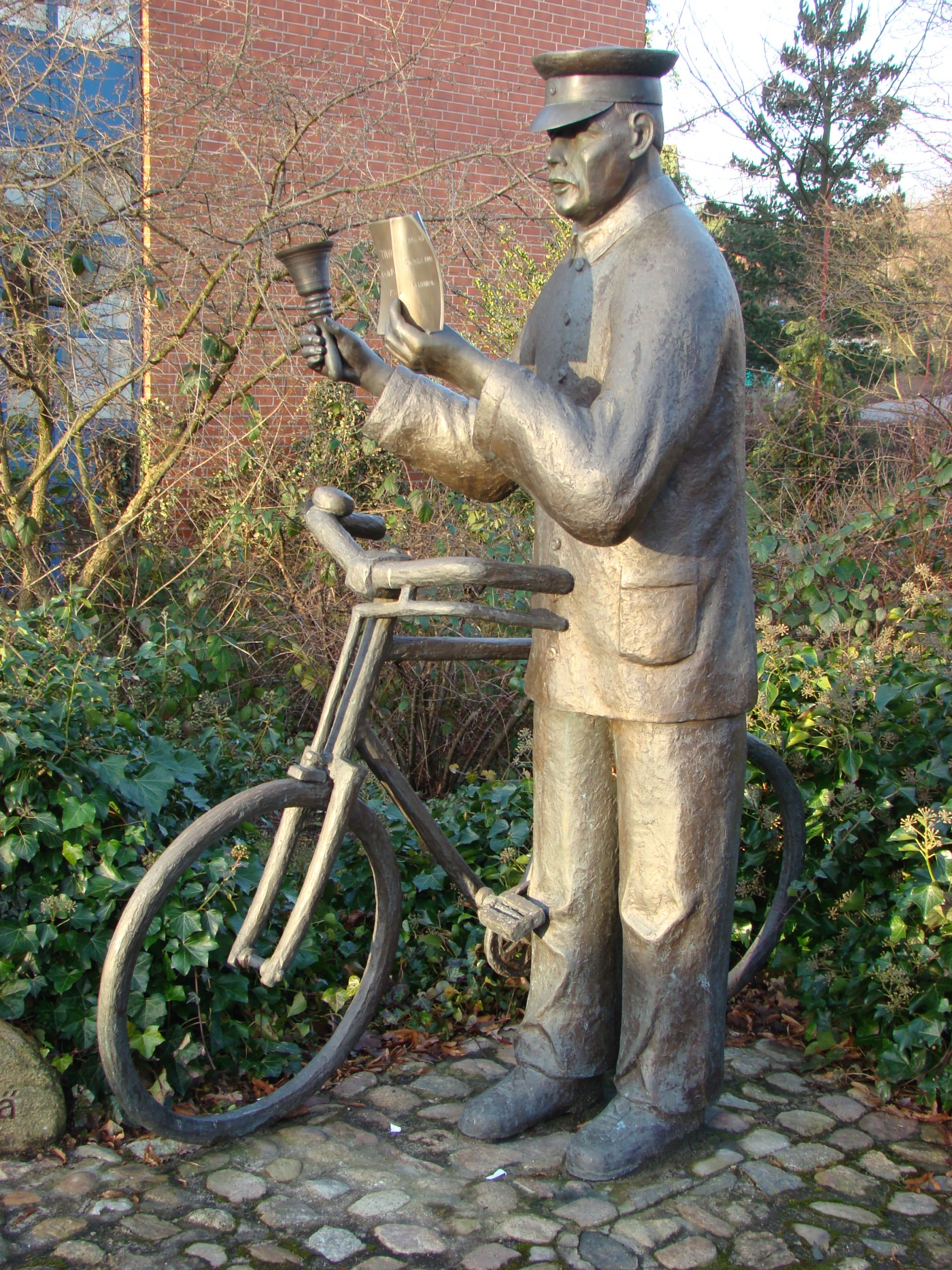
Timm’-Willem-Denkmal, Nachtwächter und Gemeindediener in Hermannsburg

Ein Gemeindediener war ein haupt- oder nebenberuflich Beschäftigter einer Stadt oder Gemeinde, dessen Aufgabe unter anderem die mündliche Verbreitung (Umsage) amtlicher Bekanntmachungen und sonstiger Angelegenheiten in einem Ort war. Da die Gemeindediener häufig eine Glocke mit sich führten, um auf sich aufmerksam zu machen, wurden sie in manchen Gegenden auch Ausrufer oder Ausscheller genannt. Durch diese Funktion war der jeweilige Gemeindediener eine allgemein bekannte Persönlichkeit.
In vielen Orten gehörte auch die Überbringung von amtlichen Schreiben oder sonstigen Verwaltungsschriftstücken zu den Aufgaben des Gemeindedieners.
In den 1950er-Jahren wurde die Aufgabe des Ausrufers oder Ausschellers in vielen Gemeinden Deutschlands von Ortsrufanlagen und Druckschriften übernommen. Um das Jahr 2000 war der Beruf des Gemeindedieners weitgehend ausgestorben.